# Nikon Club Nederland
Nikon Club Nederland werd als vereniging opgericht op 21 december 1987. De vereniging bestaat uit fotografen en enthousiastelingen die Nikon Corporation een warm hart toedragen. De vereniging is onafhankelijk en heeft geen commerciële bijbedoelingen. Er worden geregeld clubdagen gehouden waarop verschillende activiteiten worden ontplooid.
Middels een magazine een nieuwsbrief en de website worden leden geïnformeerd over georganiseerde activiteiten of ander nieuws. De Nikon club heeft daarnaast ook een uitgebreid internetforum waarop allerlei informatie over fotografie te vinden is.